# Julia Chuñil
Julia del Carmen Chuñil Catricura (Máfil, 16 de julho de 1952) é uma ativista ambiental chilena de etnia mapuche que atualmente preside a Comunidade Indígena Putreguel. É reconhecida por seu trabalho em defesa das florestas nativas e a proteção das terras ancestrais mapuche na comuna de Máfil, na região chilena de Los Rios.
Em 8 de novembro de 2024, Chuñil desapareceu na comuna de Máfil em circunstâncias ainda não esclarecidas. Naquele dia, a dirigente dirigiu-se ao território “Reserva Cora Número Uno-A” junto com seu cão de pastoreio em busca de alguns animais perdidos. Desde então segue desaparecida.
Um dos filhos dela explicou que, ao procurar por sua mãe, encontrou marcas de uma caminhonete, um veículo “incomum” na região, o que levantou suspeitas. A casa da indígena é uma cabana simples, sem eletricidade, água encanada ou sinal de celular, em uma região isolada da floresta tropical montanhosa de Valdivia, no sul do Chile. O caso tem tido repercussão dentro e fora do Chile. Em uma entrevista ao periódico britânico The Guardian, seu filho afirmou: “Ela conhecia aquela terra como a palma da mão. [...] É impossível que ela tivesse se perdido ou caído.”

## Biografia

### Vida pessoal
Julia Chuñil nasceu em 1952 na zona rural de Huichaco, na comuna de Máfil. Durante sua juventude, viveu um período na zona urbana, mas depois optou por regressar ao campo. É mãe de 5 filhos e avó de 10 netos.
Em 2018 lutou pela proteção de 900 hectares de floresta nativa na comuna onde residia, Máfil.
Durante seu desaparecimento, ela atuava como presidenta de sua comunidade indígena, a Putreguel.

### Defesa ambiental do território
Ao longo de sua vida, dedicou-se à conservação do bosque nativo e à defesa dos direitos territoriais de seu povo. Em 2014, a Comunidade Indígena Putreguel foi oficialmente reconhecida pela Corporação Nacional de Desenvolvimento Indígena (CONADI), órgão vinculado ao Ministério do Desenvolvimento Social e Família do Chile e responsável pela gestão e garantia dos direitos dos povos indígenas no país. Logo em sequência, Chuñil assumiu o cargo de presidenta e representante legal das 17 famílias que compõem a comunidade.
Em 2015, sob a liderança de Chuñil, a comunidade ampliou seu território ao ocupar um terreno conhecido como "Reserva Cora Número Uno-A", terras ancestrais que haviam sido anteriormente oferecidas a outra comunidade indígena. A decisão de ocupar a propriedade surgiu como reação a um longo conflito com o empresário Juan Carlos Morstadt Anwandter, que pretendia destinar o terreno à devastação da floresta nativa e à comercialização de madeira, além de irregularidades no processo de entrega das terras por parte da CONADI. Embora a CONADI já tivesse reconhecido a área como território ancestral mapuche, a entrega oficial foi impedida, o que levou a comunidade, liderada por Julia Chuñil, a tomar posse do terreno.
Desde então, Chuñil dedicou-se à conservação da biodiversidade local e à criação de gado em pequena escala para sua subsistência e de sua comunidade. No entanto, sua defesa do território não esteve isenta de riscos: por anos, ela enfrentou ameaças e assédios constantes, que se intensificaram nos últimos dias antes de seu desaparecimento. Desde 2018, tinha denunciado reiteradamente a situação e manifestado sua preocupação por sua segurança e de sua comunidade; depois da restituição do terreno em questão a uma empresa, começou a receber ameaças e perseguições por parte de pessoas vinculadas à instituição.
Entre os casos mais graves de assédio, menciona-se que uma ponte que Chuñil costumava usar e foi destruída diferentes ocasiões, mesmo após ser consertada. Segundo ela, tais ações de destruição eram realizadas por José Luis Painean Coronado, que era pago por Juan Carlos Morstadt Anwandter, dono da empresa que tentava explorar a terra nativa mapuche. Além disso, ela também relatou que Morstadt lhe ofereceu dinheiro diretamente para que abandonasse o local, afirmando que já havia comprado todos os outros espaços e que faltava somente aquele, dizendo a ela: "Julia, [...] falta somente você" [sic].

## Desaparecimento
No dia 8 de novembro de 2024, Chuñil foi vista pela última vez quando saiu de sua casa, acompanhada de seu cão "Cholito", para procurar animais perdidos no território em disputa. Desde então, não se teve informação sobre seu paradeiro.
No dia 10 de novembro, foram encontrados um bastão e uma almofada em uma mediagua (uma pequena construção destinada a ser utilizada como refúgio ocasional). No dia seguinte, a família registrou uma denúncia por possível desaparecimento. Moradores locais afirmaram que existem indícios de que a ativista havia sido levada a força, incluindo marcas de pneus de caminhonete, automóvel incomum naquele local. Entretanto, as evidências mais firmes foram perdidas devido às chuvas. Nas semanas seguintes operações de busca foram realizadas.
No dia 8 de dezembro, a família da ativista, junto com a ONG Escazú Ahora, formalizou uma queixa criminal "contra todos os possíveis responsáveis pelo desaparecimento", mesmo sem saber exatamente quem está por trás dos fatos. Essa medida visa garantir que as autoridades iniciem uma investigação ampla para identificar e responsabilizar os culpados assim que forem encontrados.
No dia 14 de fevereiro, Pablo San Martín, filho de Julia Chuñil, declarou que as buscas na região já haviam sido suspensas e que o foco da investigação havia se voltado para a irmã da ativista, Jeanette, que, segundo declarações do companheiro dela e cunhado da desaparecida, passou a ser considerada uma das suspeitas.

## Reações

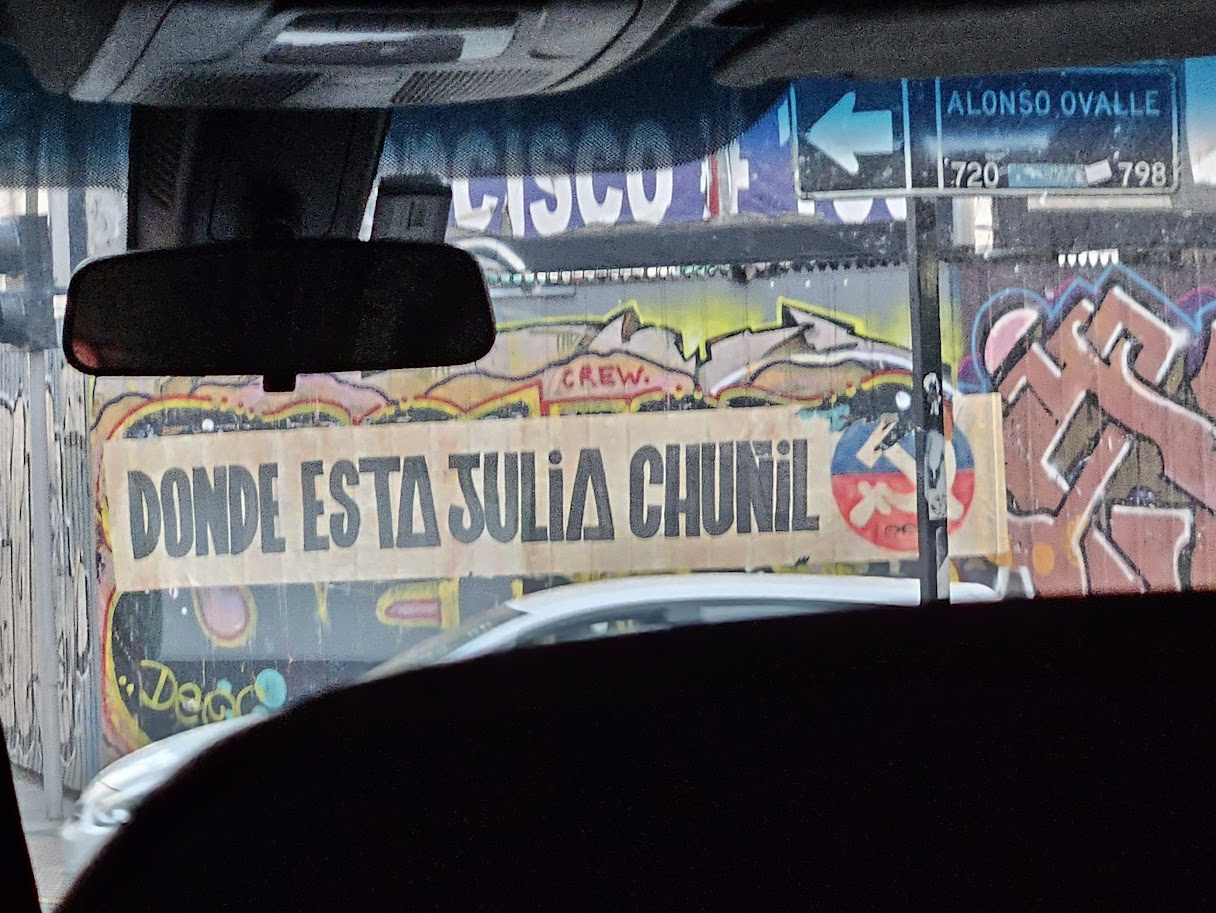
Cartaz fixado em muro pelo Partido Comunista do Chile questionando pelo paradeiro da ativista

O desaparecimento de Julia Chuñil tem gerado repercussão dentro e fora do Chile. Organizações e movimentos indígenas, feministas, ambientais, comunistas e de direitos humanos têm exigido ao Estado chileno que intensifique os esforços para encontrar a ativista. O Presidente Gabriel Boric, do Chile, expressou sua preocupação pelo caso e afirmou que a busca deverá continuar de maneira intensa.

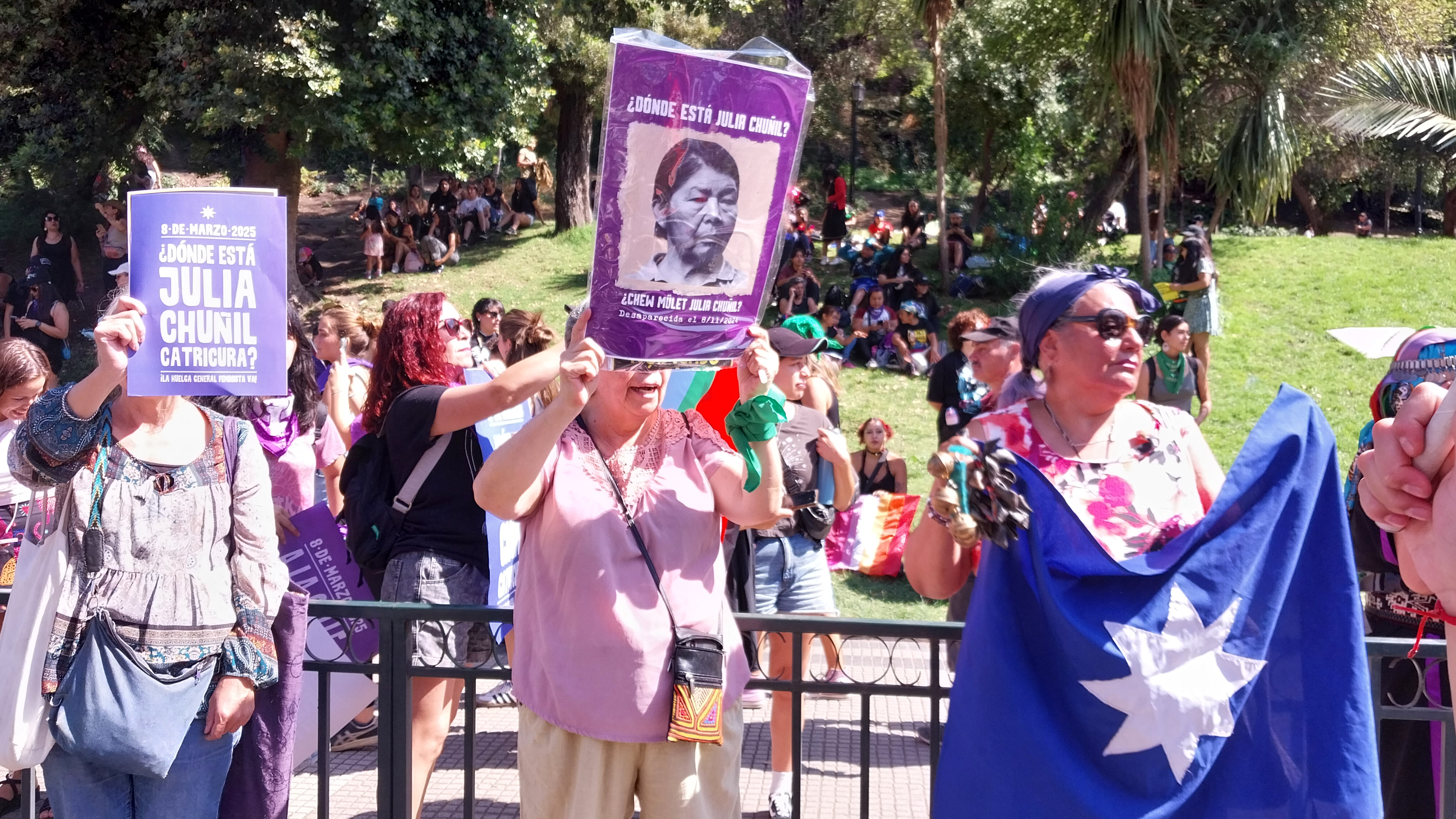
Manifestantes levantam cartazes perguntando pelo paradeiro de Julia Chuñil durante manifestações feministas realizadas em 8 de março de 2025, Santiago

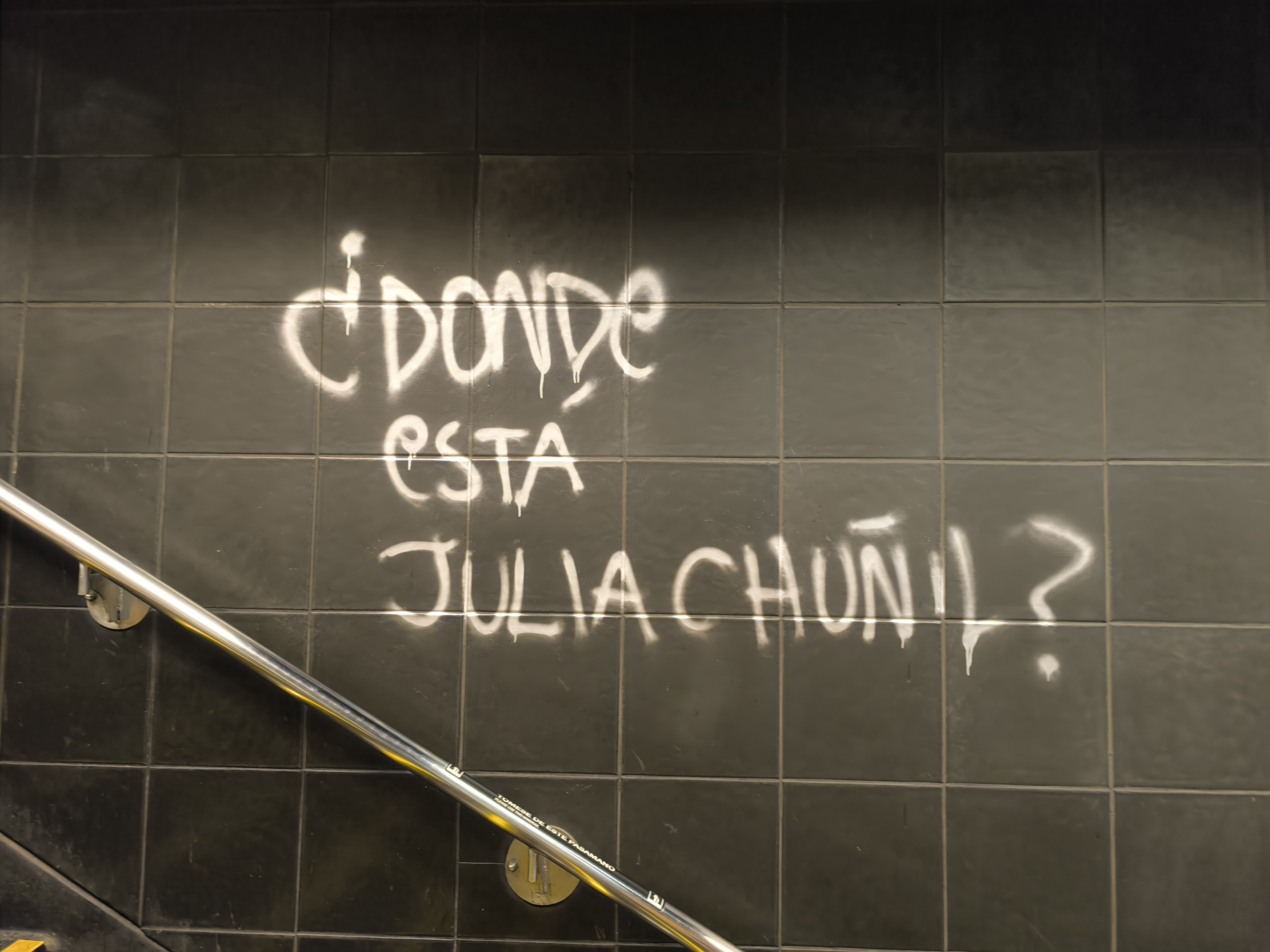
Graffiti, em uma estação do Metro de Santiago, perguntando onde está Julia Chuñil (2025)

A ONG Corporação de Promoção e Defesa dos Direitos do Povo (CODEPU) manifestou preocupação com o desaparecimento de Julia Chuñil, ressaltando que o caso evidencia os riscos enfrentados por mulheres militantes políticas no Chile. A entidade fez um apelo ao Estado para que "conduza as investigações com diligência e utilize todos os recursos disponíveis", lembrando sua obrigação conforme o direito internacional.
O Instituto Nacional de Direitos Humanos está realizando diversas ações no contexto do desaparecimento de Julia Chuñil. Solicitou informações ao Ministério Público sobre a investigação e busca verificar se está sendo aplicada a Guia de Diligências Investigativas sobre Desaparecimento Forçado, elaborada pela Promotoria Nacional do Chile em agosto de 2024.
No dia 8 de janeiro, foi realizada uma manifestação em frente ao Palácio de La Moneda, exigindo uma investigação urgente sobre o desaparecimento de Julia Chuñil.
Em 26 de fevereiro de 2025, no LXIV Festival Internacional da Canção de Viña del Mar, o guitarrista Claudio Narea, ex-integrante da banda chilena Los Prisioneros, usou uma camiseta com o rosto de Julia Chuñil na abertura do evento, atiçando o debate público e aumentando a visibilidade internacional ao caso.
No dia 8 de março, Dia Internacional da Mulher, o desaparecimento de Julia Chuñil foi lembrado por ativistas chilenas durante a greve geral feminista, que adotaram o lema: "Onde está Julia Chuñil?".